# Кавуни
Кавуни — селище в Україні, в Арбузинській селищній громаді Первомайського району Миколаївської області. Населення становить 918 осіб. Найближча станція — Кавуни на лінії Одеса-Помічна, де зупиняються пасажирські та приміські поїзди.

## Історія
Історія заселення села пов’язана з історією будівництва залізниці. Залізнична станція була остаточно збудована на Південно-західній залізниці у 1865 році. Люди, які працювали на ній, почали будувати поруч собі житло, збільшуючи таким чином розміри села, і незабаром з’явилася вулиця Привокзальна, а потім за нею вулиця Мічуріна та інші.
У 1949 році діти села Кавуни ходили до школи за 4 км. в Арбузинську початкову школу № 4. У 1950 році постало питання про відкриття у селі школи, і в 1951 році відкрили початкову школу на території МТС. На даний момент діє 9-річна школа.

## Населення

### Мова
Розподіл населення за рідною мовою за даними перепису 2001 року:
| Мова            | Кількість | Відсоток |
| --------------- | --------- | -------- |
| українська      | 865       | 94.23%   |
| російська       | 48        | 5.23%    |
| білоруська      | 2         | 0.22%    |
| румунська       | 1         | 0.10%    |
| інші/не вказали | 2         | 0.22%    |
| Усього          | 918       | 100%     |